# 常盤移民村
常盤移民村，為台灣日治時期的一處移民村，以種植菸草為主，位於高雄州武洛溪新生地，約380甲，設於昭和11年(1936年)，與附近千歲、日出同屬南部官營移民村。

## 沿革
常盤村屬舊武洛溪下游，由於面積較廣分為清原、中富、豐平三個聚落，共65戶328人，移民多來自日本的四國、中國與東北，以來自香川縣最多。依昭和12年屏東郡役所「屏東郡要覽」，常盤村共65戶345人:
- 清原: 屬鹽埔庄，33戶174人。（今鹽埔鄉仕絨村新平）
- 中富: 屬里港庄，20戶105人。（今里港鄉載興村新民）
- 豐平: 屬九塊庄，12戶66人。（今九如鄉洽興村豐平）

除種植菸草之外，亦輪種甘蔗交付製糖會社收購，飼養家畜多為副業，每家皆有水牛，後來部分農家也養軍用馬，常盤村的65戶中，養了20匹軍用馬。